# Херпучі
Херпучі́ (рос. Херпучи) — селище у складі району імені Поліни Осипенко Хабаровського краю, Росія. Адміністративний центр Херпучинського сільського поселення.

## Населення
Населення — 628 осіб (2010; 895 у 2002).
Національний склад (станом на 2002 рік):
- росіяни — 93 %